# Neoplasta basalis
Neoplasta basalis är en tvåvingeart som beskrevs av Collin 1933. Neoplasta basalis ingår i släktet Neoplasta och familjen dansflugor. Inga underarter finns listade i Catalogue of Life.